# Nuoto sincronizzato ai campionati mondiali di nuoto 2009 - Squadre (programma tecnico)
La fase preliminare si  è svolta il 18 luglio 2009 e vi hanno partecipato 17 squadre. Le prime 12 hanno avuto accesso alla finale del 19 luglio 2009

## Medaglie
| Oro | Argento | Bronzo                                                                                       |
| Russia Daria Korobova Anna Nasekina Aleksandra Patskevich Victoria Shestakovich Alla Shishkina Elizaveta Stepanova Anzhelika Timanina Sofia Volkova | Spagna Ona Carbonell Raquel Corral Margalida Crespí Andrea Fuentes Thaïs Henríquez Paula Klamburg Irina Rodríguez Cristina Salvador | Cina Huang Xuechen Jiang Tingting Jiang Wenwen Liu Ou Luo Xi Wang Na Wu Yiwen Zhang Xiaohuan |

## Risultati
| Pos. | Nazione        | Qualif. | Qualif. | Finale    | Finale |
| Pos. | Nazione        | Punti   | Pos.    | Punti     | Pos.   |
| ---- | -------------- | ------- | ------- | --------- | ------ |
|      | Russia         | 98.000  | 1       | 98.833    | 1      |
|      | Spagna         | 97.500  | 2       | 97.833    | 2      |
|      | Cina           | 96.167  | 3       | 96.667    | 3      |
| 4    | Canada         | 95.500  | 4       | 95.833    | 4      |
| 5    | Giappone       | 95.000  | 5       | 95.167    | 5      |
| 6    | Italia         | 94.333  | 6       | 94.666    | 6      |
| 7    | Stati Uniti    | 93.166  | 7       | 93.333    | 7      |
| 8    | Ucraina        | 92.333  | 8       | 92.500    | 8      |
| 9    | Francia        | 91.000  | 9       | 91.167    | 9      |
| 10   | Corea del Nord | 87.667  | 10      | 88.000    | 10     |
| 11   | Brasile        | 86.834  | 11      | 86.833    | 11     |
| 12   | Paesi Bassi    | 85.834  | 12      | 86.167    | 12     |
| 16.5 | H09.5          |         |         | 00:55.635 | O      |
| 13   | Bielorussia    | 85.500  | 13      |           |        |
| 14   | Messico        | 85.500  | 14      |           |        |
| 15   | Regno Unito    | 84.666  | 15      |           |        |
| 16   | Svizzera       | 84.167  | 16      |           |        |
| 17   | Egitto         | 80.334  | 17      |           |        |